# Pine Ridge (Dacota do Sul)
Pine Ridge é uma Região censo-designada localizada no estado norte-americano de Dakota do Sul, no Condado de Shannon.

## Demografia
Segundo o censo norte-americano de 2000, a sua população era de 3171 habitantes.

## Geografia
De acordo com o United States Census Bureau tem uma área de
8,1 km², dos quais 7,9 km² cobertos por terra e 0,2 km² cobertos por água.

## Localidades na vizinhança
O diagrama seguinte representa as localidades num raio de 36 km ao redor de Pine Ridge.